# Denise Lewis
Denise Lewis, angleška atletinja, * 27. avgust 1972, West Bromwich, West Midlands, Anglija, Združeno kraljestvo.
Nastopila je na poletnih olimpijskih igrah v letih 1996, 2000 in 2004. Leta 2000 je osvojila naslov olimpijske prvakinje v sedmeroboju, leta 1996 pa bronasto medaljo. Na svetovnih prvenstvih je osvojila srebrni medalji v letih 1997 in 1999, na evropskih prvenstvih pa naslov prvakinje leta 1998.